# Де Ла Крус, Вероника
Веро́ника Де Ла Крус (англ. Veronica De La Cruz; 13 февраля 1980) — американская журналистка и телеведущая.

## Биография
Вероника Де Ла Крус родилась 13 февраля 1980 года. У Вероники был брат — Эрик Де Ла Крус (умер в июле 2009 года). Она стала популярнее, когда она начала кампанию, чтобы спасти жизнь её брата Эрика Де Ла Круса. Эрик Де Ла Крус нуждался в необходимости пересадки сердца, но получил отказ из-за плохого медицинского страхования. Она пыталась собрать деньги с помощью социальных СМИ, таких как Twitter и Facebook, а также на страницах, которые были созданы для дела её семьи. Несмотря на эти усилия, Эрик Де Ла Крус умер в июле 2009 года. В память о ее покойном брате она создала фонд сердца, чтобы обеспечить помощь пациентам с трансплантацией сердца.
Вероника состоит в фактическом браке. У пары есть сын — Хартли Эрик (род.13.03.2013).
С 5 мая 2014 года Де Ла Крус вела новости в Сан-Франциско. Также она работала в NBC News и CNN.